# Insu-dong
Insu-dong (koreanska: 인수동) är en stadsdel i huvudstaden Seoul i Sydkorea.  Den ligger i stadsdistriktet Gangbuk-gu. 